# Constantin Piron

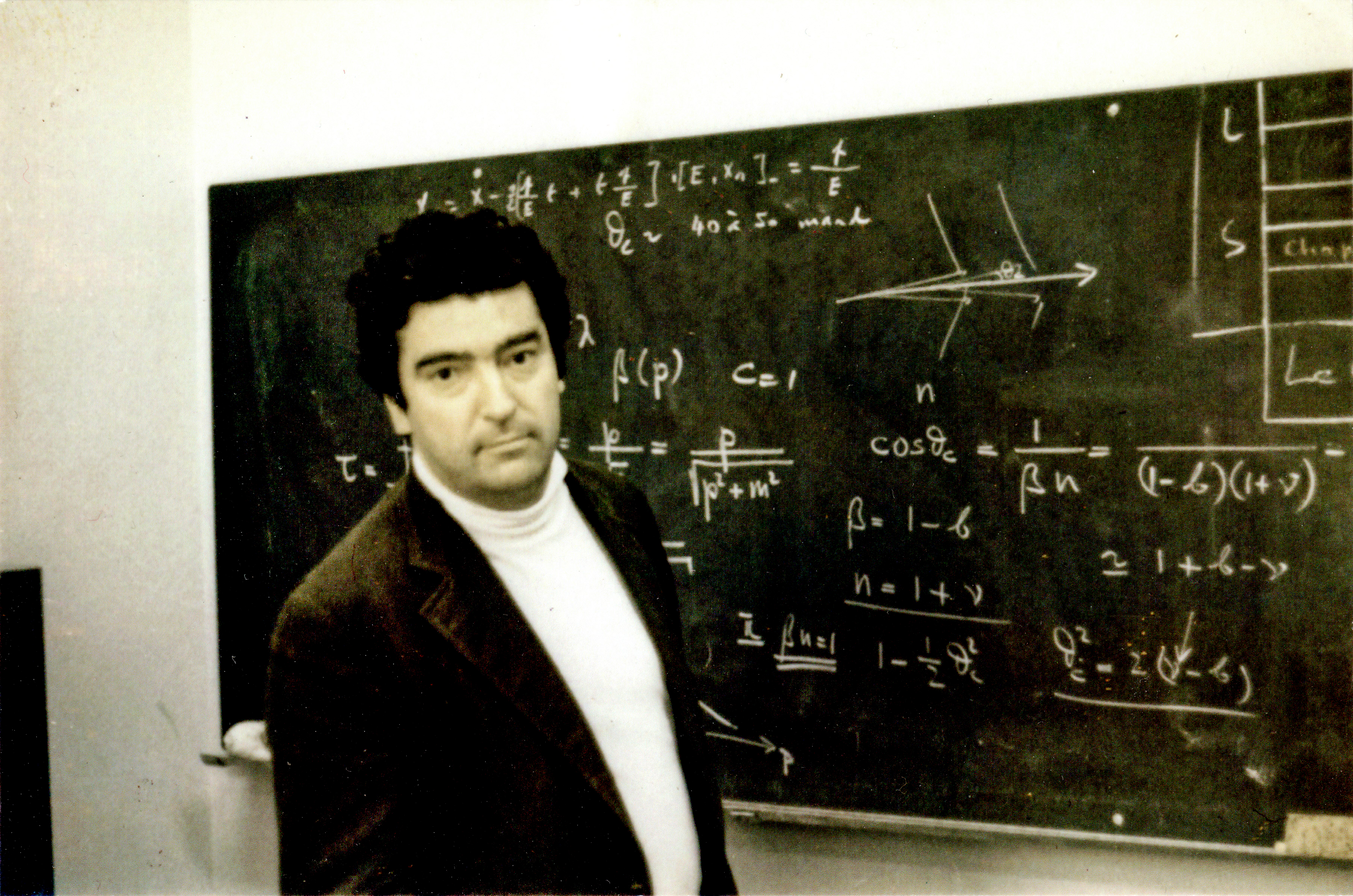
Constantin Piron

Constantin Piron  (* 1932 in Paris; † 9. Mai 2012 in Lausanne) war ein belgischer, in der Schweiz wirkender mathematischer Physiker, der sich mit den Grundlagen der Quantenmechanik befasste.

## Leben
Pirons Mutter war Belgierin und als theoretische Physikerin Schülerin von Théophile de Donder. Sie war auf die Allgemeine Relativitätstheorie und Feldtheorien spezialisiert und war in Paris, um am Joliot-Curie-Labor zu promovieren, heiratete dann aber. Er besuchte ab 1939 die Schule Cours Saint Louis in Paris, musste aber nach der deutschen Besatzung mit seinen Eltern in Burgund untertauchen. Er erwarb keinen Schulabschluss und absolvierte zwar erfolgreich die Eingangsprüfungen der EPFL in Lausanne, war aber nicht offiziell als Student registriert. Das geschah nur wenige Wochen vor seiner Promotion und schon damals überwachte er selbst die Prüfung der Doktoranden des theoretischen Physikers E. C. G. Stueckelberg. 1956 war er Assistent am Lehrstuhl für Darstellende Geometrie in Lausanne geworden, wobei er die Werke des Differentialgeometers Elie Cartan studierte, und 1957 bis 1965 war er im Labor für experimentelle Kernphysik und war 1958 bis 1964 Assistent von Stueckelberg. 1961 bis 1966 arbeitete er auch mit Josef-Maria Jauch.
Piron wurde 1963 in Lausanne bei Josef-Maria Jauch (und E. C. G. Stueckelberg) mit einer Dissertation über Axiome der Quantentheorie promoviert. In seiner Dissertation bewies er seinen Darstellungssatz in der axiomatischen Grundlegung der Quantenmechanik. 1969 wurde er Assistenzprofessor an der Universität Genf mit einer vollen Professur ab 1974 und wurde 2000 emeritiert.
Er ist für Beiträge zur Quantenlogik bekannt, insbesondere seinen grundlegenden Darstellungssatz von 1963/64. Er betrachtete die Menge L der  operationalen Propositionen (das heisst testbar durch Experimente mit Ja/Nein Antworten) für ein physikalisches System und fünf Axiome für diese. Daraus leitete er ab, dass L isomorph zur Menge der geschlossenen Unterräume eines  verallgemeinerten Hilbertraums ist. Das war ein wichtiger Schritt in dem von John von Neumann und Garrett Birkhoff 1936 initiierten und von George Mackey verfolgten Programm einer Grundlegung der Quantenmechanik auf Ordnungsstrukturen in Hilberträumen. Wie schon von Neumann und Birkhoff erkannten ist dazu eine verallgemeinerte Logik (Theorie der Verbände statt Boolesche Logik) nötig, da das Distributivgesetz aufgrund der Unbestimmtheitsrelation nicht gilt.
Das No Go Theorem von Jauch und Piron ist ein Analogon zum No Go Theorem von John von Neumann über die Existenz von Theorien mit verborgenen Variablen im Rahmen der Quantenlogik.
Er befasste sich auch mit metrischen Feldtheorien der Gravitation basierend auf Ideen von Elie Cartan.
Obwohl er als Vertreter der Quantenlogik bekannt war, mit einer 1976 dazu erschienenen Monographie, behielt er eine skeptische Grundhaltung sowohl in den Grundlagen der Quantenmechanik als auch bezüglich der (Allgemeinen) Relativitätstheorie.

## Schriften
- Axiomatique Quantique, Helvetica Physica Acta, Band 37, 1964, 439–468.
- mit Gérard Emch: Symmetry in quantum theory, J. Math. Phys., Band 4, 1963, S. 469–473.
- Foundations of Quantum Mechanics, Benjamin 1976
- Mécanique quantique: bases et applications, Presses polytechniques et universitaires romandes, 1990
- Méthodes quantiques : Champs, N-corps, diffusion, Presses polytechniques et universitaires romandes 2005
- New Einstein Gravitation, Foundations of Physics, Band 35, 2005, S. 1643–1651.
- Introduction à la Physique Quantique, 2002, Arxiv
- Field theory revisited, Konferenz New Insights in Quantum Mechanics, Goslar 1998,  Arxiv Preprint 2002
- Quantum Theory without Quantification, Helv. Phys. Acta, Band 69, 1995, S. 694–701, Arxiv
- Time, relativity and quantum theory, in: A. O. Barut, New Frontiers in Quantum Electrodynamics and Quantum Optics, Plenum Press 1990
- Quanta and relativity: two failed revolutions, in D. Aerts, J. Broekaert, E. Mathijs, Einstein meets Magritte, an interdisciplinary reflection, Kluwer 1999